# Acmaeodera mariposa
Acmaeodera mariposa är en skalbaggsart som beskrevs av Horn 1878. Acmaeodera mariposa ingår i släktet Acmaeodera och familjen praktbaggar.

## Underarter
Arten delas in i följande underarter:
- A. m. mariposa
- A. m. dohrni